# معان
شهر معان (به عربی: معان) در معان در کشور اردن واقع شده‌است. جمعیت این شهر ۲۶٫۴۶۱ نفر است.